# Aleksandar Stanojević
Aleksandar Stanojević (Belgrado, Yugoslavia, 28 de octubre de 1973) es un exjugador y entrenador de fútbol serbio. Actualmente está sin club.

## Carrera como jugador
Stanojević comenzó su carrera como jugador en el equipo juvenil del Partizán. Desde 1993 hasta 1997 pasó tres temporadas en el Obilić y una temporada en el Mallorca de la Segunda División de España. En 1997, se unió al OFK Belgrado durante dos temporadas. Se reincorporó al Partizán en 1999 y formó parte del equipo que ganó la Copa Nacional en 2001. Después de regresar a OFK Belgrado por una temporada, se mudó al club húngaro Videoton, donde en 2003 terminó su carrera profesional a la edad de 29 años.

## Carrera como entrenador

### Comienzos
Stanojević comenzó su carrera como entrenador como entrenador juvenil en el OFK Belgrado. Su primer trabajo como entrenador del club Srem. Durante casi dos años fue entrenador asistente de Miroslav Đukić en el Partizan y más tarde en la selección nacional de Serbia. El 3 de septiembre de 2008, fue nombrado entrenador en jefe de la Selección nacional sub-19 de Serbia que terminó tercero en el Campeonato Europeo de la UEFA Sub-19 en Ucrania. Stanojević fue nombrado el entrenador serbio más prospectivo por la Asociación de Fútbol de Serbia para el año 2010.

### Partizán
El 15 de abril de 2010, Goran Stevanović dimitió del Partizán tras un resultado decepcionante en las semifinales de la Copa de Serbia. En 24 horas, Stanojević fue ascendido como nuevo entrenador del club y, con solo 36 años, se convirtió en el entrenador más joven de su historia. Con Stanojević en el banquillo, el Partizán ganó los siete partidos de liga restantes, incluido el Derbi Eterno y defendió el título. El equipo tuvo un buen impulso desde el final de la liga hasta la fase de clasificación de la Champions League y logró llegar hasta el final y clasificarse para la fase de grupos.
Stanojević, a quien se le atribuyó en gran medida este éxito, se convirtió en el primer entrenador serbio en llevar a un equipo de Serbia a la fase de grupos de la Liga de Campeones de la UEFA. En la temporada 2010-11, dirigió al equipo y logró una campaña exitosa logrando un doblete con el Partizán.
A finales de mayo de 2011, Stanojević firmó un nuevo contrato de 2 años con el Partizán. Sin embargo, el comienzo de la temporada 2011-12 trajo resultados decepcionantes en las clasificaciones para la Liga de Campeones de la UEFA y la UEFA Europa League, cuando el Partizán no logró llegar a la fase de grupos en ninguna de las dos competiciones. A pesar de la falta de éxito en las competiciones internacionales, la actuación en la competición nacional en la primera mitad de la temporada fue exitosa, ya que el club terminó la mitad de la temporada en primer lugar con 10 puntos de ventaja sobre su primer rival.
Durante el receso de mitad de temporada, el director de fútbol Mladen Krstajić atacó al presidente del club Dragan Đurić a través de los medios, luego de la afirmación de Đurić de que el director de fútbol y el entrenador eran los únicos responsables de la campaña fallida en las competiciones de la UEFA en la temporada. Krstajić declaró que él y Stanojević no tenían control total sobre la venta y adquisición de jugadores durante la ventana de transferencia de verano, lo que afectó los resultados en el campo. Stanojević dijo abiertamente que dimitiría como entrenador si despedían a Krstajić. Stanojević y Krstajić obtuvieron un amplio apoyo de los fanáticos del Partizán, quienes le pidieron a Đurić que renunciara.
La junta directiva del Partizán terminaría despidiendo a Stanojević el 13 de enero de 2012 y nombró a Avram Grant como nuevo entrenador. Al serbio no se le permitió dar una conferencia de prensa al día siguiente en el estadio, pero dada la popularidad que tiene entre los fanáticos, se reunieron frente al estadio para mostrarle su apoyo y protestar contra la decisión del club.

### Dalian Aerbin
El 4 de abril de 2012, Stanojević fue nombrado nuevo entrenador del equipo de la Superliga china Dalian Aerbin, reemplazando a Chang Woe-Ryong, quien renunció al club el día anterior. Lideró al equipo chino desde el fondo de la Superliga para alcanzar el quinto lugar al final de la temporada. Stanojević anunció oficialmente su dimisión el 9 de noviembre de 2012.

### Beijing Guoan
El 15 de diciembre de 2012, el equipo de la Superliga china Beijing Guoan presentó oficialmente a Stanojević como su nuevo entrenador. Lideró al club chino al tercer lugar en la Superliga de China y semifinales en la Copa de China. Stanojević también llevó al Beijing Guoan a su primera victoria en la Liga de Campeones de Asia sobre el Pohang Steelers y guio al equipo a través de la fase de grupos de la Liga de Campeones por segunda vez en la historia del club. Sin embargo, su estilo de entrenamiento fue cuestionado por el club y los medios de Beijing en los últimos meses de la temporada, especialmente después de perder ante el Guangzhou Evergrande en las semifinales de la Copa Nacional. Fue despedido al final de la temporada.

### Maccabi Haifa
El 25 de abril de 2014, se anunció que Stanojević fue nombrado nuevo entrenador del club israelí Maccabi Haifa. Con Stanojević, el equipo alcanzó la semifinal de la Copa Toto, después de ganar el primer lugar en la fase de grupos de la competencia. El 15 de septiembre de 2014, Maccabi Haifa comenzó una nueva temporada con el primer partido en el nuevo estadio Sammy Ofer frente a más de 27 000 seguidores contra el Bnei Sakhnin FC donde los dirigidos por el serbio lograron una victoria por 4-2.
Después de que Maccabi Haifa perdiera ante Beitar Jerusalén por 3-1 en casa, Stanojević se reunió con el presidente del club Ya'akov Shahar, donde decidiría decidió que el entrenador no continuara en la gestión del equipo. Hasta ese momento, Maccabi Haifa se ubicaba cuarto en la liga y en la final de la Copa Toto.

### Beijing BG
El 12 de enero de 2015, Stanojević regresó a China y firmó un contrato de tres años con el equipo de la China League One Beijing BG. Bajo su mando, el equipo chino terminó en cuarto lugar general en su temporada de debut en la China League One, a cuatro puntos del ascenso a la Superliga de China. Stanojević vio al equipo triunfar en la Copa de China, donde alcanzaron la semifinal. En el camino a la semifinal, Beijing Enterprises eliminó a tres equipos de la Superliga China; Shijiazhuang Ever Bright, Beijing Guoan y Guizhou Renhe. La victoria más notable fue contra el ex equipo de Stanojević, el Beijing Guoan. El partido fue apodado por varios medios como "el Capital Derby I", y fue el primer partido competitivo jugado entre dos clubes de fútbol de Beijing a nivel profesional. En 2016, Beijing BG terminó séptimo en la China League One. El 12 de diciembre de 2016, el club emitió un comunicado de que Stanojević ya no se desempeñaría como director técnico del equipo.

### PAOK
El 16 de junio de 2017, el PAOK anunció que Stanojević sería el nuevo entrenador del equipo. A pesar de que el serbio firmó un contrato de tres años, fue relevado de sus funciones el 11 de agosto de 2017, casi dos meses después, a partir de sus malas actuaciones y problemas de gestión y armonía en la plantilla. En dos partidos competitivos, su equipo jugó como visitante y ganó el partido en casa contra el Olimpik Donetsk. Eso fue suficiente para pasar la tercera ronda de clasificación de la UEFA Europa League, como se esperaba.

### Al-Qadisiyah
El 24 de mayo de 2018, Stanojević firmó con el club de la Liga Profesional Saudí Al-Qadsiah por una temporada. Su contrato se rescindió el 4 de noviembre ya que el equipo ganó solo 4 puntos en 8 partidos de liga.

### Beijing Renhe
El 18 de diciembre de 2018, Stanojević regresó a Beijing y firmó con el Beijing Renhe. El 7 de julio de 2019, el serbio renunció al cargo de entrenador.

### Regreso al Partizán
El 1 de septiembre de 2020, Stanojević regresó al Partizan y firmó un contrato de dos años como entrenador. En su primera temporada, el serbio llevó al equipo al segundo lugar en la Superliga de Serbia, logrando la racha ganadora más larga en la historia del club de 19 victorias seguidas. En esta temporada, Stanojevic llevó al Partizán a la final de la Copa de Serbia, donde su equipo fue derrotado por el Estrella Roja en los penaltis.
En la primera parte de la temporada 2021-22, Stanojević vio al equipo alcanzar el mejor resultado en la Liga en la historia del club logrando 19 victorias y 2 empates sin perder, alcanzando el primer lugar en la Superliga de Serbia, con la mayor cantidad de goles marcados (57) y el que menos goles ha recibido (6). Además, el Partizán disputó por primera vez la Europa Conference League llegando a la fase de grupos tras vencer al FC DAC 1904 Dunajska Streda, PFC Sochi y al Santa Clara. Después de la fase de grupos, el Partizán alcanzó la ronda eliminatoria. El Partizan triunfó en los dos partidos de la eliminatoria de la contra el Sparta Praga, 1-0 en Praga y 2-1 en Belgrado.
El 26 de mayo de 2022, Stanojević decidió renunciar como entrenador luego de caer ante el Estrella Roja en la final de la Copa de Serbia.

### Konyaspor
El 17 de enero de 2023, firmó un contrato por un año y medio con el club turco Konyaspor.El 22 de octubre, fue relevado de sus funciones luego de una serie de malos resultados.

### Nueva etapa en Partizán
El 13 de junio de 2024, inició su tercer ciclo en el Partizán y firmó un contrato por tres temporadas.Sin embargo, en septiembre de 2024, presentó su renuncia al cargo después de perder ante Estrella Roja por 4-0.

## Clubes

### Como jugador
| Club         | País       | Año       |
| ------------ | ---------- | --------- |
| Obilić       | Yugoslavia | 1993-1995 |
| RCD Mallorca | España     | 1995-1996 |
| Obilić       | Yugoslavia | 1996-1997 |
| OFK Belgrado | Yugoslavia | 1997-1998 |
| Partizán     | Yugoslavia | 1999-2001 |
| OFK Belgrado | Yugoslavia | 2001-2002 |
| Videoton     | Hungría    | 2002-2003 |

### Como entrenador
| Club                       | País           | Año       |
| -------------------------- | -------------- | --------- |
| Srem                       | Serbia         | 2006      |
| Selección sub-19 de Serbia | Serbia         | 2008-2010 |
| Partizán                   | Serbia         | 2010-2012 |
| Dalian Aerbin              | China          | 2012      |
| Beijing Guoan              | China          | 2012-2013 |
| Maccabi Haifa              | Israel         | 2014      |
| Beijing BG                 | China          | 2015-2016 |
| PAOK                       | Grecia         | 2017      |
| Al-Qadisiyah               | Arabia Saudita | 2018      |
| Beijing Renhe              | China          | 2018-2019 |
| Partizán                   | Serbia         | 2020-2022 |
| Konyaspor                  | Turquía        | 2023      |
| Partizán                   | Serbia         | 2024      |

## Palmarés

### Como jugador

#### Campeonatos nacionales
| Título                      | Club     | País       | Año     |
| --------------------------- | -------- | ---------- | ------- |
| Copa de Serbia y Montenegro | Partizán | Yugoslavia | 2000-01 |

### Como entrenador

#### Campeonatos nacionales
| Título              | Club     | País   | Año     |
| ------------------- | -------- | ------ | ------- |
| Superliga de Serbia | Partizán | Serbia | 2009-10 |
| Superliga de Serbia | Partizán | Serbia | 2010-11 |
| Copa de Serbia      | Partizán | Serbia | 2010-11 |